# アイドルール
「アイドルール」は、リルぷりっの2ndシングル。2010年11月17日発売。

## 概要
- リルぷりっことリトルプリンセスは、雪森りんご（和田彩花）、高城レイラ（前田憂佳）、笹原名月（福田花音）の3人。
- 「アイドルール」は、テレビ東京系アニメ『ひめチェン!おとぎチックアイドル リルぷりっ』2ndオープニングテーマ。
- 「ヴィラヴィラヴィロー！」は『ひめチェン!おとぎチックアイドル リルぷりっ』2ndエンディングテーマ。

## 収録曲
1. アイドルール
2. ヴィラヴィラヴィロー！
3. アイドルール（オリジナルカラオケ）
4. ヴィラヴィラヴィロー！（オリジナルカラオケ）